# Aleksander Piruski
Aleksander Piruski herbu Nałęcz – podsędek włodzimierski w latach 1662-1669, podczaszy wołyński w latach 1661-1662, podstarości łucki w latach 1659-1665, pisarz grodzki włodzimierski w 1647 roku.
Poseł sejmiku łuckiego na sejm 1659 roku, sejm 1661 roku, sejm 1667 roku, sejm nadzwyczajny 1668 roku.